# 日约奈
日约奈（法語：Gillonnay，法語發音：[ʒijɔnɛ]）是法国伊泽尔省的一个市镇，属于维埃纳区。

## 地理
日约奈（45°23'34"N, 5°17'50"E）面积14.29 平方千米，位于法国奥弗涅-罗讷-阿尔卑斯大区伊泽尔省，该省份为法国东南部内陆省份，北起顺时针与安省、萨瓦省、上阿尔卑斯省、德龙省、阿尔代什省、卢瓦尔省和罗讷省。
与日约奈接壤的市镇（或旧市镇、城区）包括：布雷赞、拉科特圣安德烈、莫捷、圣伊莱尔德拉科特。

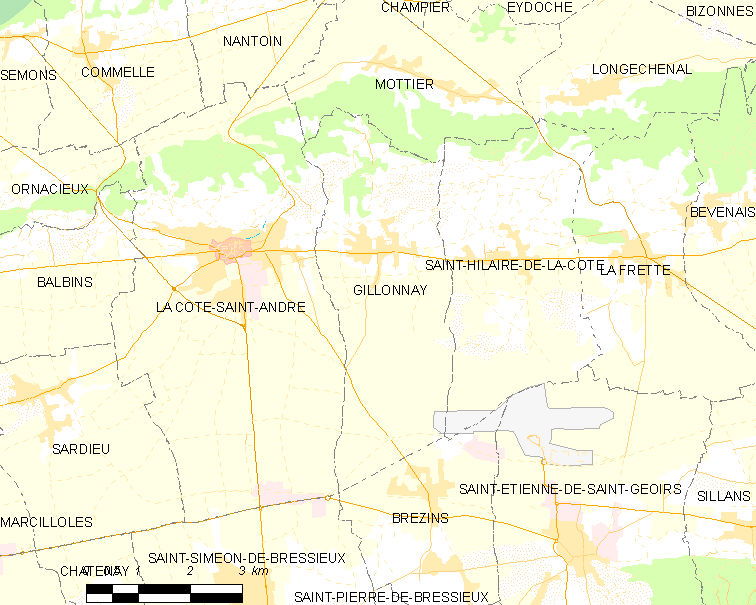
日约奈的OSM定位图

日约奈的时区为UTC+01:00、UTC+02:00（夏令时）。

## 行政
日约奈的邮政编码为38260，INSEE市镇编码为38180。

## 政治
日约奈所属的省级选区为比耶夫尔县。

## 人口

1962-2008年间日约奈人口变化图示

日约奈于2022年1月1日时的人口数量为1020人。